# Члены Военных советов фронтов во время Великой Отечественной войны
Здесь список генералов входивших в состав фронтов во время войны.

## Члены Военных советов фронтов Великой Отечественной войны
| Звание                                 | ФИО                                  | Годы жизни  | фронт |
| -------------------------------------- | ------------------------------------ | ----------- | --- |
| Генерал-майор                          | Батраков Пётр Капитонович            | 1900 - 1957 | Карельский (11 ноября 1942 — 21 февраля 1944) |
| Генерал-лейтенант интендантской службы | Баюков Владимир Антонович            | 1901 - 1953 | Северо-Кавказский (16 марта — 20 ноября 1943) |
| Генерал-лейтенант                      | Богаткин Владимир Николаевич         | 1903 - 1956 | Северо-Западный (1 июля 1941 — 5 апреля 1943) 2-й Прибалтийский (21 апреля 1944 - 1 апреля 1945) |
| Генерар-лейтенант                      | Боков Фёдор Ефимович                 | 1903 - 1984 | Северо-Западный (5 апреля — 20 ноября 1943), 2-й Белорусский (24 февраля - 5 апреля 1944) |
| Маршал                                 | Булганин Николай Александрович       | 1895 - 1975 | Западный (12 июля 1941 — 15 декабря 1943), 2-й Прибалтийский (16 декабря 1943 - 21 апреля 1944), 1-й Белорусский (12 мая - 21 ноября 1944). |
|                                        | Бурмистенко Михаил Алексеевич        | 1902 - 1941 | Юго-Западный (6 августа — 30 сентября 1941) |
| Корпусный комиссар                     | Вашугин Николай Николаевич           | 1900 - 1941 | Юго-Западный (22 — 28 июня 1941) |
| Генерал-лейтенант                      | Гапанович Дмитрий Афанасьевич        | 1896 - 1952 | Центральный (26 июля — 15 августа 1941) Московская зона обороны (10 декабря 1942 — 1 октября 1943) |
| Генерал-полковник                      | Грушевой Константин Степанович       | 1906 - 1982 | Северо-Кавказский (24 января — 15 марта 1943), Волховский (1 декабря 1943 — 15 февраля 1944), Карельский (15 февраля — 15 ноября 1944) 1-й Дальневосточный (5 августа - 1 октября 1945). |
| Генерал-майор                          | Грушецкий Иван Самойлович            | 1904 - 1982 | Степной (9 июля - 20 октября 1943) 2-й Украинский (20 октября 1943 - 1 апреля 1944) |
| Генерал-лейтенант                      | Гуров Кузьма Акимович                | 1901 - 1943 | Юго-Западный (12 января — 12 июля 1942) Сталинградский Южный (1 марта — 25 сентября 1943) |
| Генерал-майор                          | Диброва Пётр Акимович                | 1901 - 1971 | Северо-Западный (22 июня — 1 июля 1941) |
| Генерал-майор                          | Ефимов Павел Иванович                |             | Закавказский (15 мая 1942 — 23 августа 1945) |
| Генерал-полковник                      | Жданов Андрей Александрович          | 1896 - 1949 | Ленинградский (5 сентября 1941 — 24 июля 1945) |
| Генерал-полковник                      | Желтов Алексей Сергеевич             | 1904 - 1991 | Дальневосточный (24 февраля - 15 августа 1941), Центральный (15 — 25 августа 1941), Карельский (1 сентября 1941 — 4 июля 1942), Донской (30 сентября - 23 октября 1942), Юго-Западный (25 октября 1942 — 20 октября 1943) 3-й Украинский (20 октября 1943 - 10 июня 1945) |
| Генерал-лейтенант                      | Запорожец Александр Иванович         | 1899 - 1959 | Южный (25 июня — 17 декабря 1941) Волховский (17 декабря 1941 — 23 апреля 1942, 9 июня — 8 октября 1942) |
| Дивизионный комиссар                   | Зеленков Марк Никонорович            | 1895 - ?    | Волховский (13 декабря 1941 — 11 февраля 1942) |
| Генерал-лейтенант                      | Зимин Константин Николаевич          | 1901 - 1944 | Забайкальский (17 февраля 1941 - 13 июля 1944) |
|                                        | Каганович Лазарь Моисеевич           | 1893 - 1991 | Северо-Кавказский (29 июля — 3 сентября 1942), Закавказский (26 ноября 1942 — 4 февраля 1943) |
| Генерал-лейтенант                      | Кальченко Никифор Тимофеевич         | 1906 - 1989 | Воронежский (15 сентября — 20 октября 1943) 1-й Украинский (20 октября 1943 - 10 июня 1945) |
| Генерал-майор интендантской службы     | Кириченко Алексей Илларионович       | 1908 - 1975 | Донской (24 октября - 19 декабря 1942), Южный (9 января — 20 октября 1943), 4-й Украинский (20 октября 1943 - 12 января 1944) |
| Генерал-майор                          | Клементьев Николай Николаевич        | 1897 - 1954 | Северный (26 июня — 26 августа 1941), Ленинградский (27 августа — 4 сентября 1941) |
| Генерал-лейтенант интендантской службы | Колесов Яков Сергеевич               | 1908 - 1975 | Крымский (13 февраля — 19 мая 1942) |
| Генерал-майор                          | Колобяков Александр Филаретович      | 1896 - 1956 | Брянский (24 декабря 1941 — 11 апреля 1942) |
| Генерал-лейтенант                      | Корниец Леонид Романович             | 1901 - 1969 | Южный (25 июня 1941 — 28 июля 1942) Воронежский (11 мая — 15 сентября 1943) |
| Генерал-лейтенант интендантской службы | Кочетков Павел Васильевич            | 1903 - 1972 | Волховский (11 февраля — 23 апреля 1942, 9 июня 1942 — 1 декабря 1943) |
| Генерал-полковник                      | Крайнюков Константин Васильевич      | 1902 - 1975 | Воронежский (10 — 20 октября 1943) 1-й Украинский (20 октября 1943 - 10 июня 1945) |
| Генерал-полковник                      | Круглов Сергей Никифорович           | 1907 - 1977 | резервных армий (группа армий Резерва ставки ВГК) (29 июня — 13 июля 1941) Резервный (30 июля — 12 октября 1941) |
| Генерал-майор                          | Кудрявцев Василий Николаевич         | 1899 - 1982 | Калининский (31 мая — 20 октября 1943), 1-й Прибалтийский (20 октября 1943 - 24 февраля 1945) Дальневосточный (9 июля - 5 августа 1945), 2-й Дальневосточный (5 августа - 1 октября 1945) |
| Генерал-лейтенант                      | Кузнецов Алексей Александрович       | 1905 - 1950 | Северный (26 июня — 26 августа 1941) Ленинградский (1 сентября 1941 — 8 декабря 1942, 13 марта 1943 — 24 июля 1945) |
| Генерал-майор интендантской служжбы    | Кузнецов Михаил Георгиевич           | 1904 - 1958 | Воронежский (30 июля 1942 — 11 мая 1943) |
| Генерал-полковник                      | Кузнецов Фёдор Федотович             | 1904 - 1979 | Воронежский (7 октября 1942 — 19 апреля 1943) |
| Генерал-майор                          | Куприянов Геннадий Николаевич        | 1905 - 1979 | Карельский (3.09.1941 — 28.09.1944) |
| Генерал-лейтенант интендантской службы | Лайок Владимир Макарович             | 1904 - 1966 | Юго-Восточный (7 - 13 августа 1942), Юго-Западный (25 октября 1942 — 20 октября 1943) 3-й Украинский (20 октября 1943 - 10 июня 1945) |
| Генерал-майор                          | Ларин Илларион Иванович              | 1903 - 1942 | Южный (31 декабря 1941 — 28 июля 1942) |
| Генерал-лейтенант                      | Леонов Дмитрий Сергеевич             | 1899 - 1981 | Калининский (19 октября 1941 — 20 октября 1943) 1-й Прибалтийский (20 октября 1943 - 28 ноября 1944) Дальневосточный (13 мая - 5 августа 1945) 2-й Дальневосточный (5 августа - 1 октября 1945) |
| Дивизионный комиссар                   | Лестев Дмитрий Александрович         | 1904 - 1941 | Западный (30 июля — 8 сентября 1941) |
| Генерал-майор                          | Мазепов Пётр Иванович                | 1900 - 1975 | Брянский (16 августа — 10 ноября 1941) |
| Генерал-лейтенант                      | Макаров Василий Емельянович          | 1903 - 1975 | Брянский (21 августа — 10 ноября 1941), Западный (14 — 24 апреля 1944) 3-й Белорусский (24 апреля 1944 - 15 августа 1945) |
| Генерал-лейтенант                      | Маленков Георгий Максимилианович     | 1901 - 1988 | резервных армий (группа армий Резерва ставки ВГК) (26 — 29 июня 1941) |
| Генерал-полковник                      | Мехлис Лев Захарович                 | 1889 - 1953 | Западный (4 — 12.07.1941, 16.12.1943 — 15.04.1944) Воронежский (28 сентября — 7 октября 1942), Волховский (8 октября 1942 — 17 апреля 1943) Резервный (10 — 15 апреля 1943), Брянский (7 июля — 10 октября 1943) Прибалтийский (10 - 20 октября 1943), 2-й Прибалтийский (20 октября - 16 декабря 1943) 2-й Белорусский (24 апреля - 28 июля 1944), 4-й Украинский (5 августа 1944 - 10 июня 1945) |
| Генерал-майор                          | Новиков Степан Митрофанович          | 1900 - 1954 | 4-й Украинский (16 августа 1944 - 10 июня 1945) |
| Генерал-лейтенант                      | Пономаренко Пантелеймон Кондратьевич | 1902 - 1984 | Западный (19 — 31 июля 1941), Центральный (31 июля — 25 августа 1941, 6 марта — 17 апреля 1944), Брянский (4 октября — 10 ноября 1941) |
|                                        | Попов Дмитрий Михайлович             | 1900 - 1952 | резервных армий (группа армий Резерва ставки ВГК) (13 — 25 июля 1941), Западный (25 июля — 28 сентября 1941) |
| Генерал-лейтенант                      | Пронин Алексей Михайлович            | 1899 - 1987 | Северо-Западный (28 декабря 1941 — 20 ноября 1943), 2-й Белорусский (24 февраля - 5 апреля 1944) |
| Генерал-лейтенант                      | Рудаков Михаил Васильевич            | 1905 - 1979 | 3-й Прибалтийский (21 апреля - 16 октября 1944) 1-й Прибалтийский (28 ноября 1944 - 24 февраля 1945) |
| Генерал-лейтенант                      | Русских Александр Георгиевич         | 1903 - 1989 | 2-й Белорусский (16 апреля 1944 - 10 июня 1945) |
| Дивизионный комиссар                   | Рыков Евгений Павлович               | 1906 - 1941 | Юго-Западный (22 июня — 19 сентября 1941) |
| Генерал-майор интендантской службы     | Рябчий Карп Григорьевич              | 1902 - 1972 | Южный (12 октября 1941 — 2 января 1942) |
|                                        | Селезнёв Пётр Иануарьевич            | 1897 - 1949 | Северо-Кавказский (20 мая — 28 июля 1942) |
| Генерал-майор                          | Смокачёв Пётр Ефимович               | 1895 - 1966 | Калининский (28 декабря 1941 — 28 ноября 1942) |
|                                        | Соколов Иван Михайлович              |             | Можайская линия обороны (18 — 30 июля 1941) |
| Генерал-майор                          | Соловьев Николай Васильевич          | 1903 - 1950 | Ленинградский (1 декабря 1941 — 15 сентября 1944) |
| Генерал-майор                          | Сорокин Константин Леонтьевич        | 1901 - 1989 | Забайкальский (29 июля 1944 - 1 октября 1945). |
| Генерал-лейтенант                      | Стахурский Михаил Михайлович         | 1903 - 1971 | Центральный (17 марта — 20 октября 1943) Белорусский (20 октября 1943 - 24 февраля 1944, 2 - 12 апреля 1944), 1-й Белорусский (24 февраля - 2 апреля 1944, 12 апреля - 11 мая 1944), 2-й Украинский (11 мая 1944 - 10 июня 1945) |
| Генерал-лейтенант                      | Субботин Никита Егорович             | 1904 - 1968 | 4-й Украинский (13 января - 31 мая 1944), 2-й Белорусский (28 июля 1944 - 10 июня 1945) |
| Генерал-полковник танковых войск       | Сусайков Иван Захарович              | 1903 - 1962 | Брянский (11 апреля — 1 июля 1942, 1 октября 1942 — 12 марта 1943, 28 марта — 6 июля 1943), Воронежский (9 июля — 27 сентября 1942), Резервный (12 — 23 марта 1943), Курский (23 - 27 марта 1943), Орловский (27 - 28 марта 1943), Степной (9 июля - 20 октября 1943), 2-й Украинский (20 октября 1943 - 1 марта 1945)                                                                             |
| Генерал-лейтенант                      | Тевченков Александр Николаевич       | 1902 - 1975 | 2-й Украинский (1 марта - 10 июня 1945), Забайкальский (10 июня - 1 октября 1945). |
| Генерар-лейтенант                      | Телегин Константин Фёдорович         | 1899 - 1981 | Московский резервный (9 — 12 октября 1941), Московская зона обороны (3 декабря 1941 — 10 декабря 1942), Донской (20 декабря 1943 - 15 февраля 1943), Центральный (15 февраля — 20 октября 1943), Белорусский (20 октября 1943 - 24 февраля 1944, 2 - 12 апреля 1944), 1-й Белорусский (24 февраля - 2 апреля 1944, 12 апреля 1944 - 10 июня 1945).                                                 |
| Генерал-майор                          | Тюркин Пётр Андреевич                | 1897 - 1950 | Ленинградский (26 апреля — 26 июня 1942) |
| Генерал-лейтенант                      | Фоминых Александр Яковлевич          | 1901 - 1976 | Западный (22.06 — 3.07.1941) Северо-Кавказский (24 января — 20 ноября 1943) |
| Генерал-лейтенант интендантской службы | Хохлов Иван Сергеевич                | 1895 - 1973 | 3-й Белорусский (24 апреля 1944 - 15 августа 1945) |
| Генерал-лейтенант                      | Хрущёв Никита Сергеевич              | 1894 - 1971 | Юго-Западный (30 сентября 1941 — 12 июля 1942) Сталинградский (12 июля - 31 декабря 1942), Юго-Восточный (13 августа - 30 сентября 1942) Южный (1 января — 28 февраля 1943), Воронежский (3 марта — 10 октября 1943), 1-й Украинский (20 октября 1943 - 1 августа 1944) |
|                                        | Чуянов Алексей Семёнович             | 1905 - 1977 | Донской (9 января - 15 февраля 1943) |
| Генерал-майор интендантской службы     | Шабалин Семён Иванович               | 1898 - 1961 | Брянский (24.02.1942 — 12.03.1943, 28.03 — 10.10.1943), Резервный (12 — 23 марта 1943), Курский (23 - 27 марта 1943), Орловский (27 - 28 марта 1943), Прибалтийский (10 - 20 октября 1943), 2-й Прибалтийский (20 октября 1943 - 1 апреля 1945) |
| Генерал-майор                          | Шаманин Фёдор Афанасьевич            | 1903 - 1966 | Закавказский (23 августа — 30 декабря 1941) Кавказский (30 декабря 1941 — 28 января 1942) Крымский (28 января — 19 мая 1942) |
| Генерал-полковник                      | Штыков Терентий Фомич                | 1907 - 1964 | Ленинградский (27 июня 1942 — 16 апреля 1943) Волховский (17 апреля 1943 — 15 февраля 1944) Карельский (22 февраля — 15 ноября 1944) 1-й Дальневосточный (5 августа - 1 октября 1945). |
| Генерал-полковник                      | Щаденко Ефим Афанасьевич             | 1885 - 1951 | Южный (26 сентября — 20 октября 1943) 4-й Украинский (20 октября 1943 - 13 января 1944) |
| Генерал-лейтенант                      | Яковлев Фома Павлович                | 1900 - 1971 | Дальневосточный (15 августа 1941 - 13 мая 1945) |
| Генерал-лейтенант                      | Яшечкин Филипп Васильевич            | 1906 - 1975 | 3-й Прибалтийский (21 апреля - 16 октября 1944) |